# Морнаго
Морнаго (итал. Mornago) је насеље у Италији у округу Варезе, региону Ломбардија.
Према процени из 2011. у насељу је живело 1691 становника. Насеље се налази на надморској висини од 285 м.

## Становништво
Према резултатима пописа становништва 2011. у општини је живело 4.834 становника.
| 1931. | 1936. | 1951. | 1961. | 1971. | 1981. | 1991. | 2001. | 2011. |
| ----- | ----- | ----- | ----- | ----- | ----- | ----- | ----- | ----- |
| 1.889 | 1.820 | 2.179 | 2.492 | 3.149 | 3.485 | 3.556 | 4.163 | 4.834 |

## Партнерски градови
- Naxxar